# 肥大性酒渣鼻
肥大性酒渣鼻（rhinophyma）又称鼻赘，是玫瑰斑的鼻赘期，由于结缔组织增殖，并皮脂腺异常增生，以致鼻尖部肥大，形成大小不等的结节状隆起，造成鼻子肿大和變成圓球状的疾病 。皮肤可能发红，血管明显，或毛孔明显。它会造成心理壓力和鼻子呼吸困难。下巴、耳朵、眼睑和前额等部位也可能出現類似的皮膚病變。
原因仍不清楚。它通常是玫瑰斑（rosacea）又名酒糟肌的并发症，但也可能由痤疮造成 。過去误認与酗酒有关。可能的致病机轉為皮脂腺和结缔组织不正常的增生。依身體检查诊断。
治疗方法包括涂抹甲硝唑或壬二酸等药膏，口服四环素类抗生素或異維A酸。還有多种疗法可以併用，如：冷冻疗法、磨皮療法和醫用雷射療法。这些處置少会短期改善。肥大性酒渣鼻赘内可能併發基底細胞癌。
人口中大约有 0.1% 的人患病。好發於 50 岁以上的白人男性。在亚洲人和非洲人中并不常见。此症早在 1400 年起就已被描述。其他用来形容这种症状的术语，包括：「威士忌鼻」、「杜松子酒花」和「土豆鼻」。这种疾病常常与社會羞辱有关。